# Wang Tao
Wang Tao (Pequim, 13 de Dezembro de 1967) é um mesa-tenista chinês vice-campeão individual dos Jogos Olímpicos de Atlanta e campeão mundial e olímpico de dupla.